# Fritz Wiedemann
Pour les articles homonymes, voir Wiedemann.
Fritz Wiedemann (né le 16 août 1891 à Augsbourg, mort le 17 janvier 1970 à Eggenfelden en Bavière) est un ancien officier du 16e régiment bavarois d'infanterie de réserve (16e RIR), plus connu sous le nom de « Régiment List (de) », où servit Adolf Hitler durant la Première Guerre mondiale. Devenu l'un des aides de camp personnels de Hitler entre 1935 et 1939, il est ensuite disgracié et éloigné comme consul aux États-Unis puis en Chine. Arrêté en 1945, il témoigne au procès de Nuremberg, avant d'être libéré en 1948.

## Le régiment List (1915-1918)
Officier de carrière, il est affecté en 1915 comme commandant en second du régiment List.

## Aide de camp de Hitler (1934-1939)
Il quitte le régiment List en 1918 pour le 3e régiment d'infanterie bavarois, puis, revenu à la vie civile, entame des études d'économie à Munich. En 1919, il rejoint brièvement le Freikorps Schwaben à Kempten en Bavière Sollicité par Hitler, il refuse tout d'abord de participer au mouvement nazi en 1922 et se consacre à l'agriculture.
Il est cependant, après Max Amann, celui des anciens du régiment List qui connaît finalement le parcours le plus spectaculaire. En février 1934, à nouveau à la demande de Hitler, il adhère au NSDAP et rejoint le cabinet de Rudolf Hess, puis celui de Hitler. Membre de l'entourage le plus proche de ce dernier, il succède à Wilhelm Brückner dans l'organisation de l'Adjudantur, le cabinet personnel de Hitler. Il s'occupe notamment de sa correspondance privée et « veille à la bonne marche du cabinet, mais [sans intervenir] dans les questions politiques ». Pour l'historien Thomas Weber, « sa présence donnait corps à la version officielle véhiculée par la propagande nazie : la guerre mondiale et le régiment List avaient « fait » Hitler ».
Son rôle peut cependant avoir été plus politique. Weidemann témoigne après la guerre du désordre croissant du mode de vie de Hitler à partir de 1935, de son indifférence envers les dossiers et le travail bureaucratique, ainsi que des difficultés qu'avaient ses collaborateurs à obtenir des décisions ou parfois même à le rencontrer. Dans ces conditions, et dans la structure de pouvoir très particulière de l'oligarchie nazie, Weideman et les autres aides de camp personnels (Brückner, Julius Schaub et Albert Bormann - frère de Martin - en 1937) exerçaient selon les termes de Ian Kershaw « un formidable pouvoir informel en montant la garde aux portes du Führer ». Fabrice d'Almeida insiste pour sa part sur le rôle clé joué par le contrôle de la correspondance privée adressée à Hitler et sur les liens privilégiés que les hauts dirigeants du régime cherchaient à nouer avec les membres de l'entourage immédiat de Hitler et de l'Adjudantur. Weidemann aurait été à cet égard proche des intérêts de Göring, mais aussi sollicité par l'amiral Canaris.
Wiedemann visite les États-Unis en novembre 1937, y rencontre les représentants du Bund germano-américain dont il retire une piètre opinion et y note la force des sentiments anti-nazis. Avec Ernst Hanfstaengl, Colin Ross (de) ou encore Friedrich von Bötticher (de), il pourrait avoir figuré dès lors parmi les quelques membres de son entourage auprès desquels Hitler cherche alors des sources d'information plus directes que son ministère des Affaires étrangères.
ll contribue en septembre 1937 à faire libérer son ancien condisciple de régiment, juif, Hugo Gutmann (de), qui avait été à l'origine de la remise de la Croix de fer au soldat Hitler en août 1918 et qui avait été arrêté par la Gestapo en juillet.
Son crédit est entamé à la suite d'une mission plus politique en 1938 : Göring, alors partisan de l'entente avec la Grande-Bretagne, l'envoie à Londres rencontrer lord Halifax pour le sonder sur une éventuelle rencontre au sommet, ce qui lui vaut l'hostilité de Ribbentrop. Il semble avoir finalement perdu la confiance de Hitler en janvier 1939, en s'étant déclaré en faveur de concessions territoriales dans le souci d'éviter la marche à la guerre après la crise des Sudètes. Remplacé par Julius Schaub, il est alors écarté de l'entourage du Führer et, à sa demande, nommé consul général d'Allemagne à San Francisco.

## La disgrâce (1939-1945)
Il est, avec Wilhelm Diess (de) et Ludwig von Vallade, l'un des principaux anciens compagnons de guerre de Hitler à s'être finalement opposé à celui-ci.
Wiedemann est consul général à San Francisco de 1939 à juillet 1941. Après la déclaration de guerre de l'Allemagne aux États-Unis, il est envoyé au consulat général à Tianjin (Chine) à partir de novembre 1941.

## Un témoin coopératif après guerre
Il prend lui-même contact avec les alliés en septembre 1945 pour offrir sa collaboration et fournit des informations détaillées sur les activités de la Gestapo aux États-Unis et en Chine, sur la préparation de la guerre par Hitler et sur les hauts dirigeants nazis. Bien qu'il témoigne au procès de Nuremberg sur le fonctionnement de la Chancellerie et sur la connaissance qu'avaient les accusés des crimes du système concentrationnaire nazi, certaines charges, qui seront abandonnées en 1948, sont retenues contre lui, ce qui lui vaut d'être condamné à 28 mois de prison. Libéré en 1948, il publie ses mémoires en 1964 et meurt le 17 janvier 1970.

### Sources
- (en) [PDF] John W. Griggs, Memorandum for Mr. Justice Jackson, 11 octobre 1945, Lire en ligne.
- (de) Fritz Wiedemann, Der Mann, der Feldherr werden wollte : Erlebnisse und Erfahrungen des Vorgesetzten Hitlers im Ersten Weltkrieg und seines späteren persöenlichen Adjutanten, Velbert, 1964.

### Travaux
- Thomas Weber (trad. de l'anglais), La première guerre d'Hitler, Paris, Perrin, 2012, 518 p. (ISBN 978-2-262-03589-1) [EPUB]  (ISBN 9782262040505).
- Fabrice d'Almeida, La vie mondaine sous le nazisme, Paris, Perrin, 2008, 229 p. (ISBN 978-2-262-02828-2).
 Voir à ce propos Sebastien Rival, « Fabrice d’Almeida, La vie mondaine sous le nazisme », Questions de communication, no 16, 2009 Lire en ligne.